# Береника (невеста Аттала III)
Береника (др.-греч. Βερενίκη; II век до н. э.) — невеста последнего пергамского царя Аттала III.

## Биография
Происхождение и время рождения Береники достоверно неизвестны. По мнению исследователя Эстер Вайолет Хансен, Береника могла происходить из рода Птолемеев. Также было высказано предположение о том, что отцом египетской принцессы был Птолемей VI, а сама Береника появилась на свет в конце 160-х годов до н. э.
Береника стала невестой Аттала III, но вскоре умерла, что, возможно, случилось в первой половине 140-х годов до н. э. Про наличие детей у царственной пары исторические источники ничего не сообщают. По словам Юстина, Аттал III обрушился с репрессиями на своих друзей и родственников, «ложно» обвинив их в убийстве Береники и своей матери Стратоники. Возможно, что с этими сведениями перекликается сообщение Диодора Сицилийского об избиении наёмниками по приказу царя многих знатных пергамцев вместе с их семьями. Семейная трагедия могла повлиять на всю дальнейшую жизнь Аттала III, о чьих чудачествах охотно сообщают древние авторы. В то же время ряд современных исследователей считают, что образ последнего пергамского царя был существенно искажён в античной историографии. Как отметил Климов О. Ю., «в основе негативной характеристики Аттала III, видимо, лежало враждебное отношение Рима и официальной римской идеологии к усилившемуся Пергамскому царству».